# Vespula vulgaris
Espèce
Synonymes
- Paravespula vulgaris

La guêpe commune, Vespula vulgaris, est une espèce de guêpes sociales de la sous-famille des Vespinae, originaire de l'Eurasie. Elle a localement régressé dans son aire de répartition d'origine, mais elle a été introduite dans l'hémisphère sud, en Australie et en Nouvelle-Zélande où elle se comporte en espèce très invasive,. Elle est très proche de la guêpe germanique, Vespula germanica.

## Fonctions écosystémiques
En tant que petit prédateur, au sein de l'écosystème, les guêpes autochtones jouent un rôle important dans le contrôle (régulation) naturel des populations d'insectes  capables de se reproduire rapidement et abondamment (mouches et papillons notamment).
Elles pourraient à ce titre jouer un rôle important (service écosystémique) pour la gestion forestière et la protection des cultures contre les larves ou adultes d'un grand nombre d'espèces dites nuisibles à certaines activités humaines, mais pour la lutte biologique on leur préfère généralement des espèces plus spécialisées et surtout plus petites et ne piquant pas les humains.

## Populations, génétique
Elle a été signalée en Amérique du Nord où elle est alors nommée common yellowjacket mais une étude de 2010 laisse penser que ses populations nord américaines pourraient constituer une population initialement mal identifiée, de l'espèce Vespula alascensis.

## Description

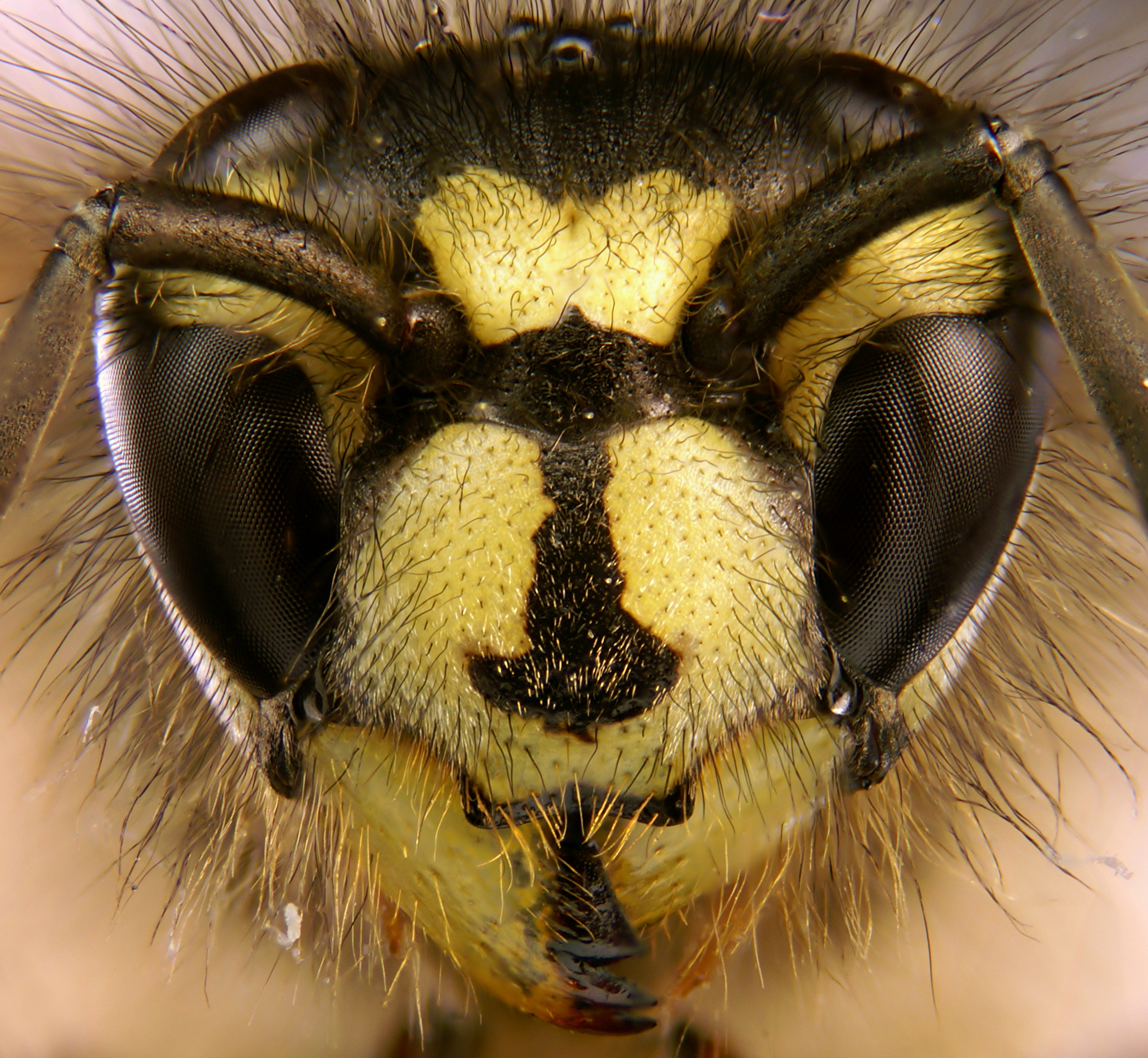
Vue frontale de la tête et de la « marque noire » qui identifie l'espèce (flèche vers le bas)

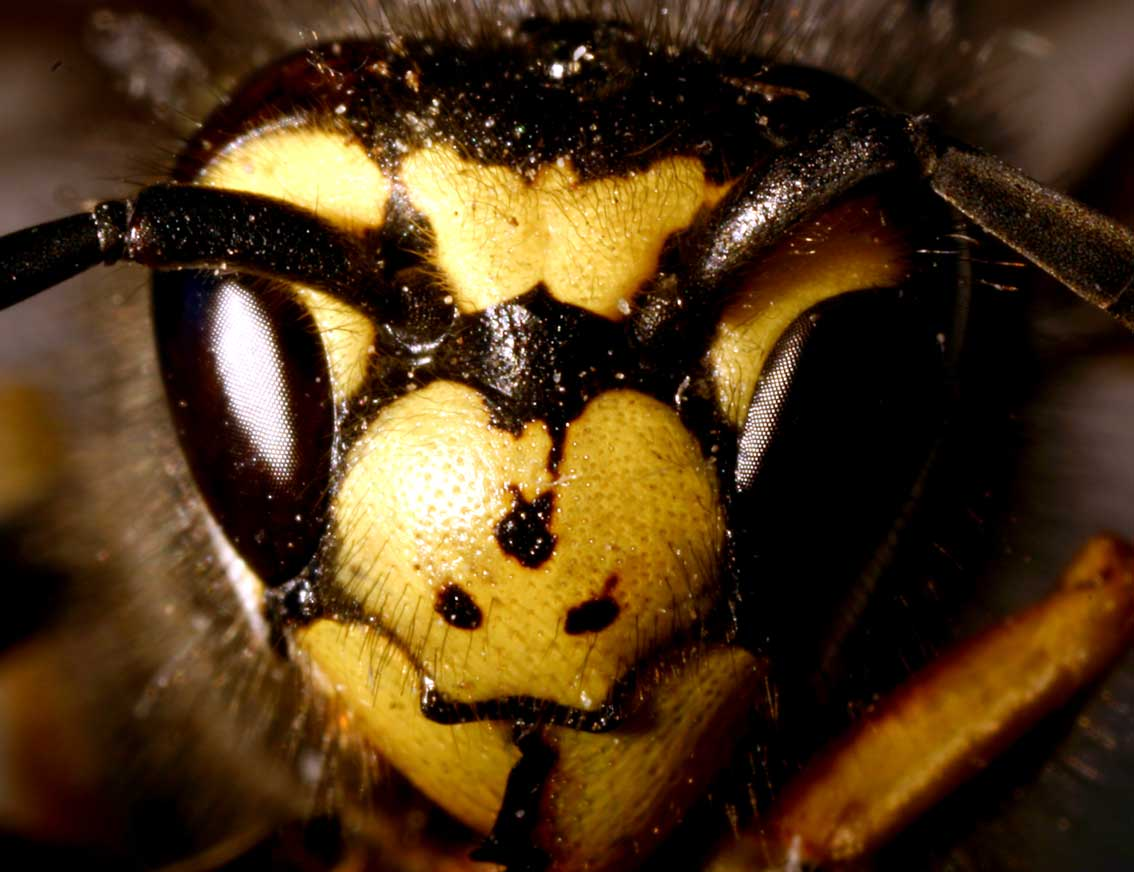
Pour comparaison, face de l’espèce proche Vespula germanica, avec les trois points caractéristiques

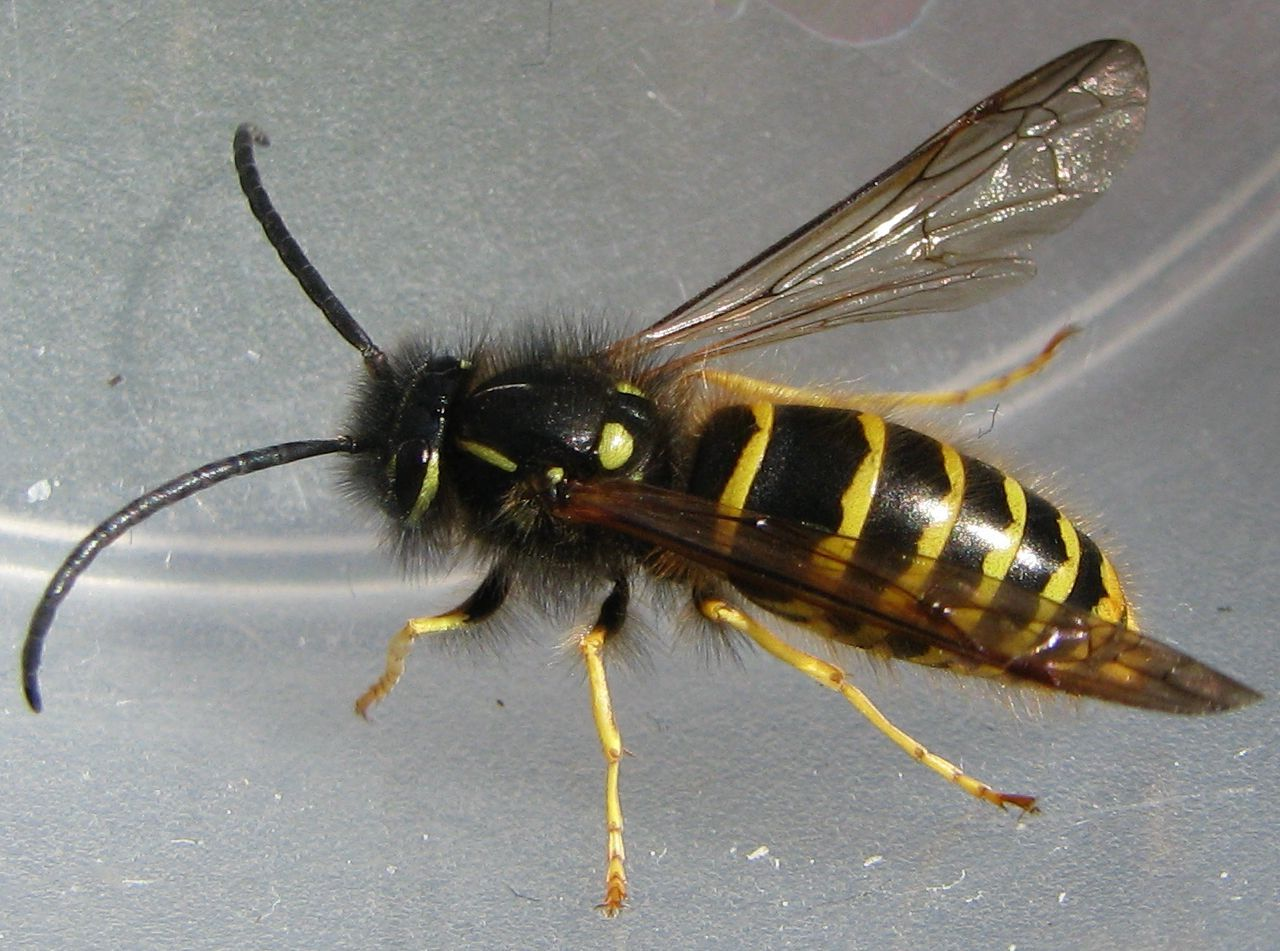
Mâle de la guêpe commune.

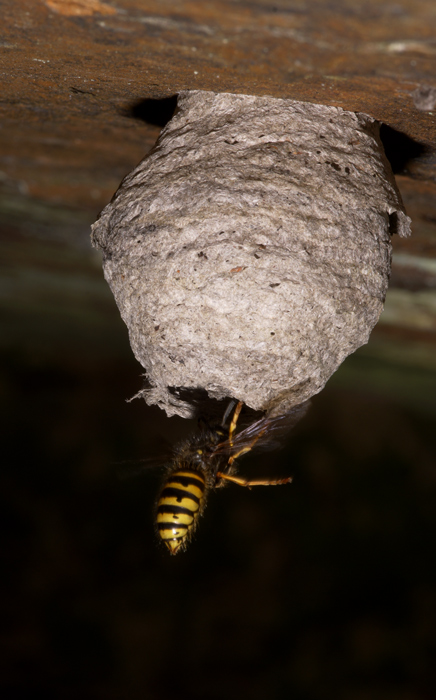
Reine rentrant au nid

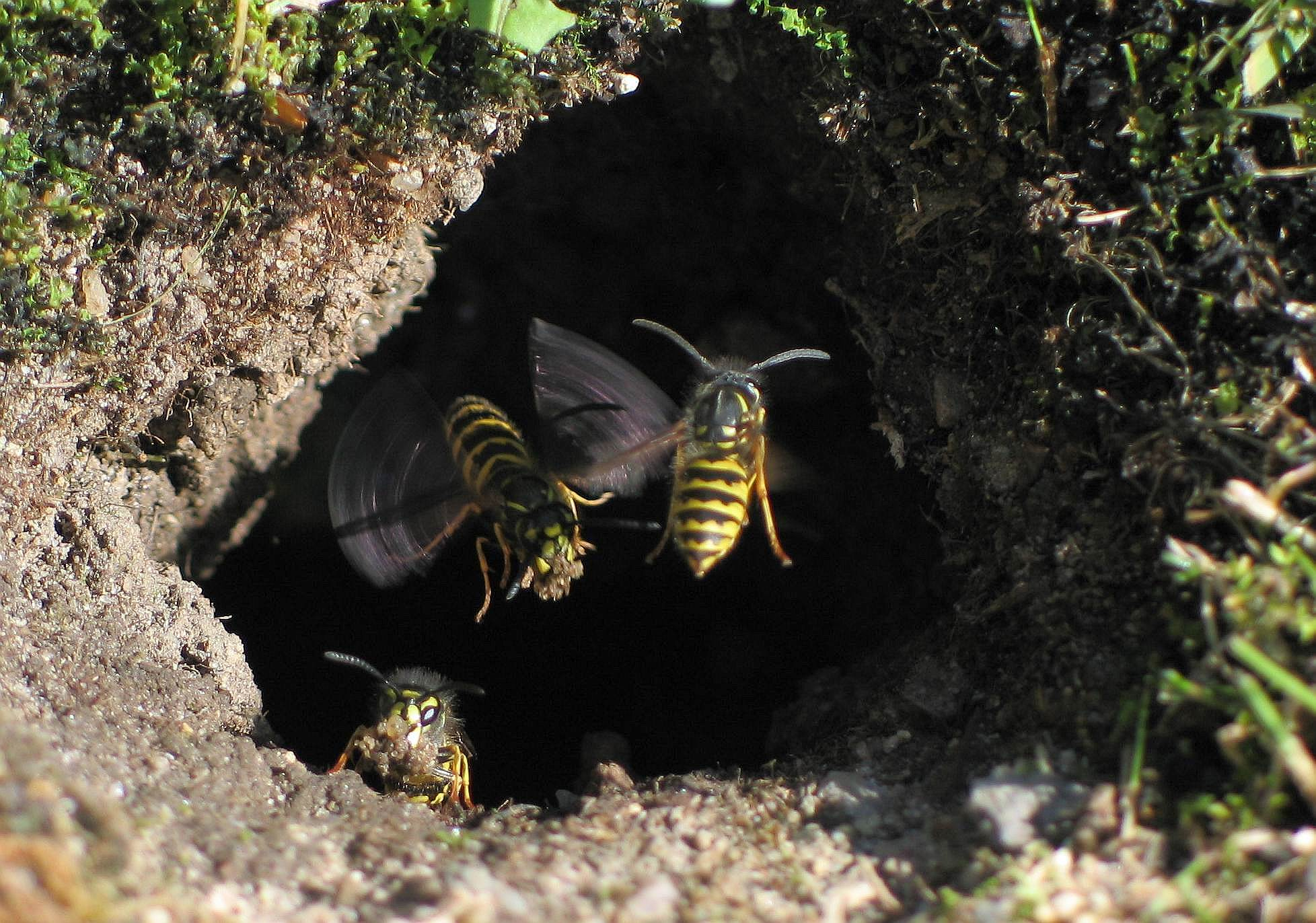
Ouvrières affairées à agrandir le trou où le nid est en construction (souvent un terrier abandonné de petit mammifère)

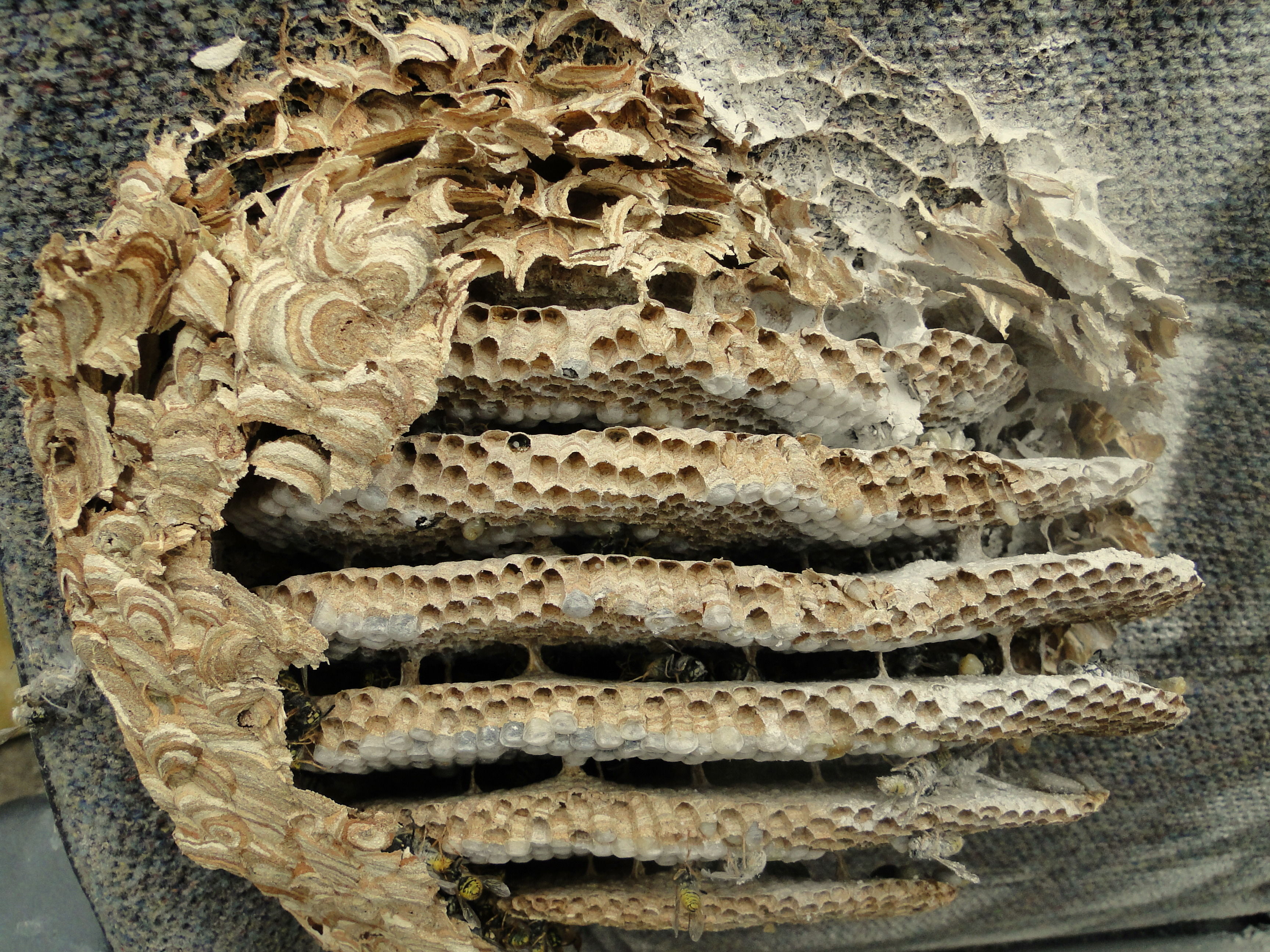
Nid de guêpe commune dont la partie externe a été partiellement ôtée pour montrer la structure interne du nid et les alignements de cellules

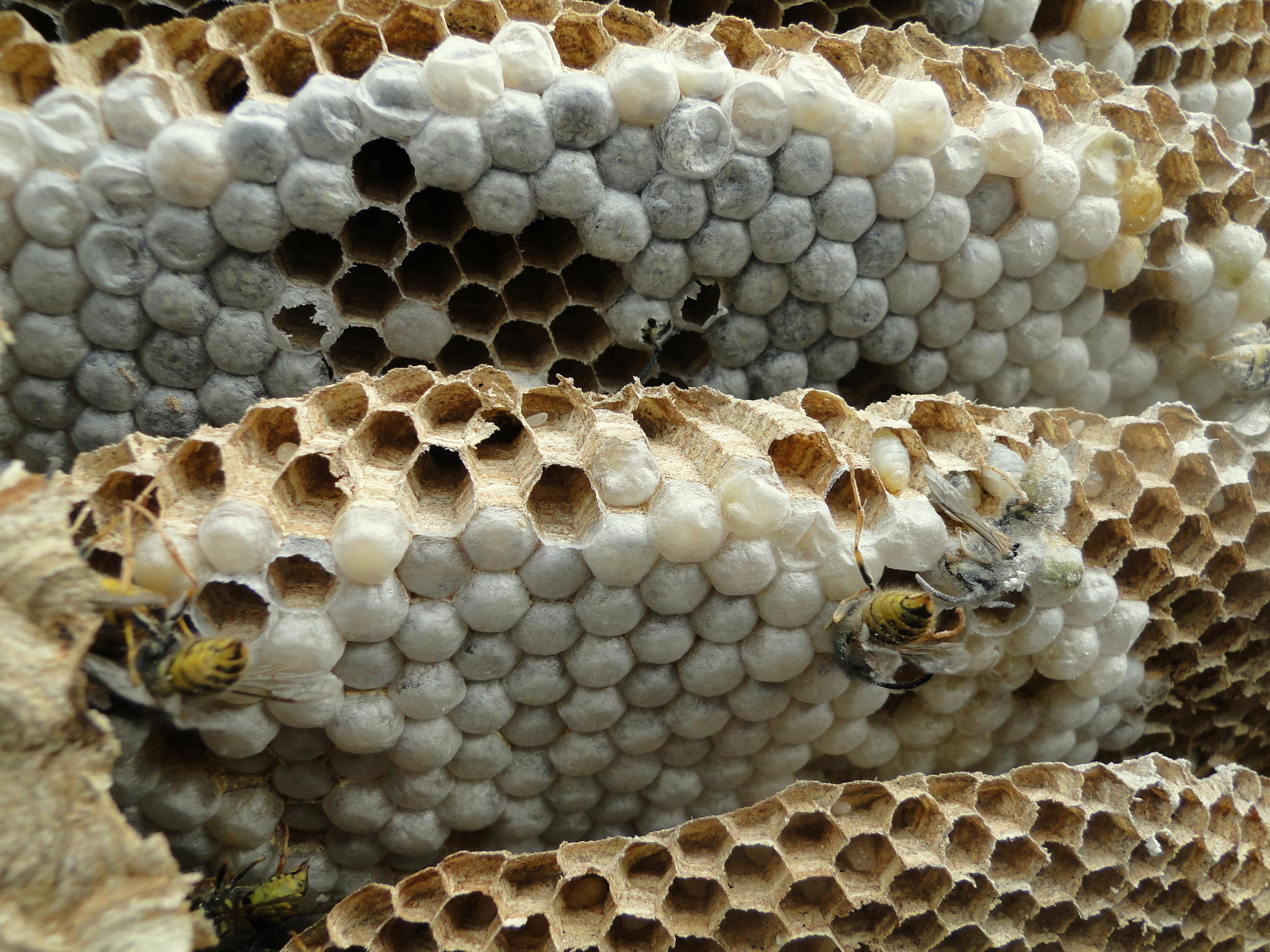
Cellules de développement larvaire. celles qui sont couvertes sont occupées par des larves en cours de métamorphose

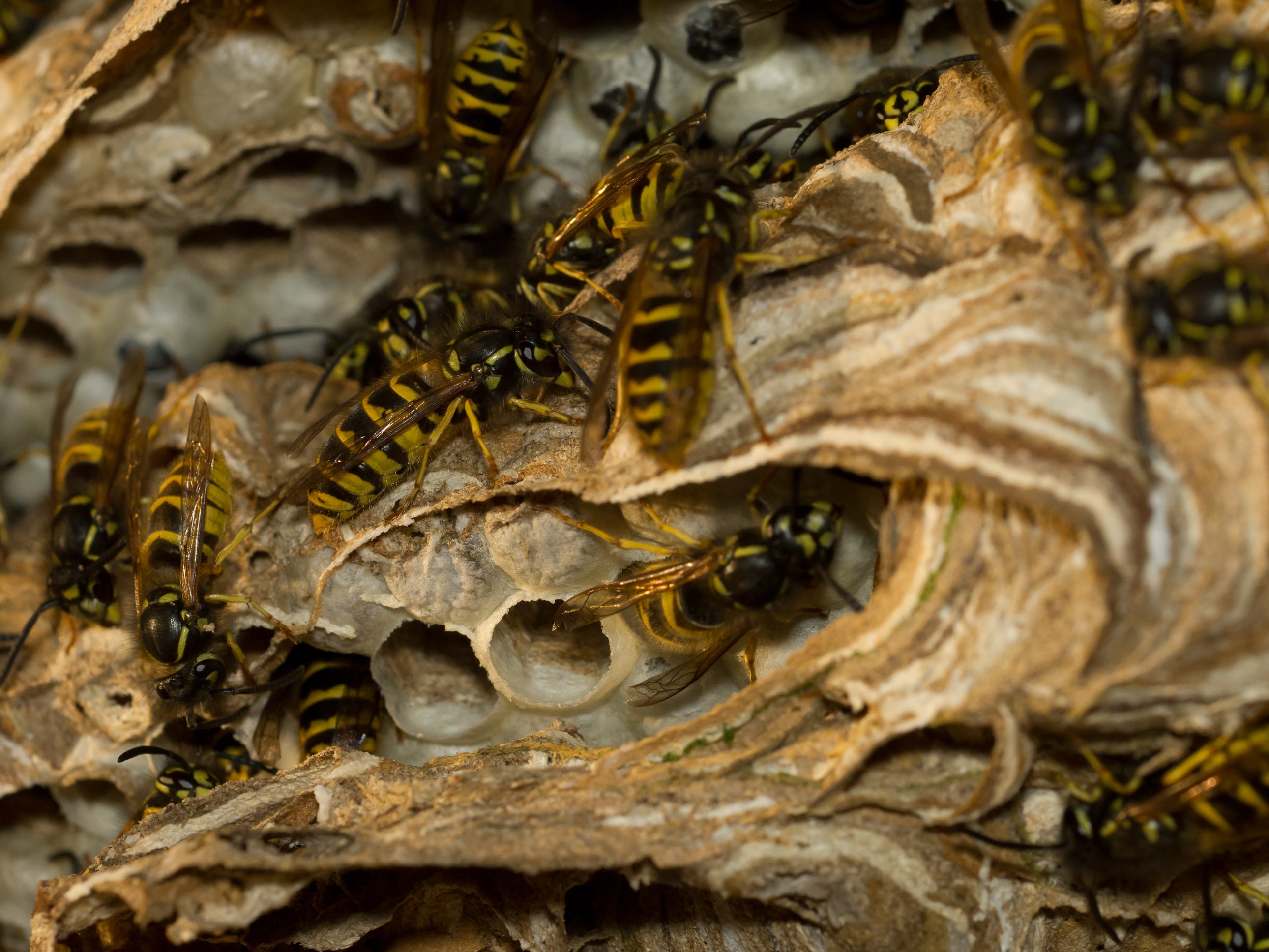
Détail de l'intérieur d'un nid et des alvéoles

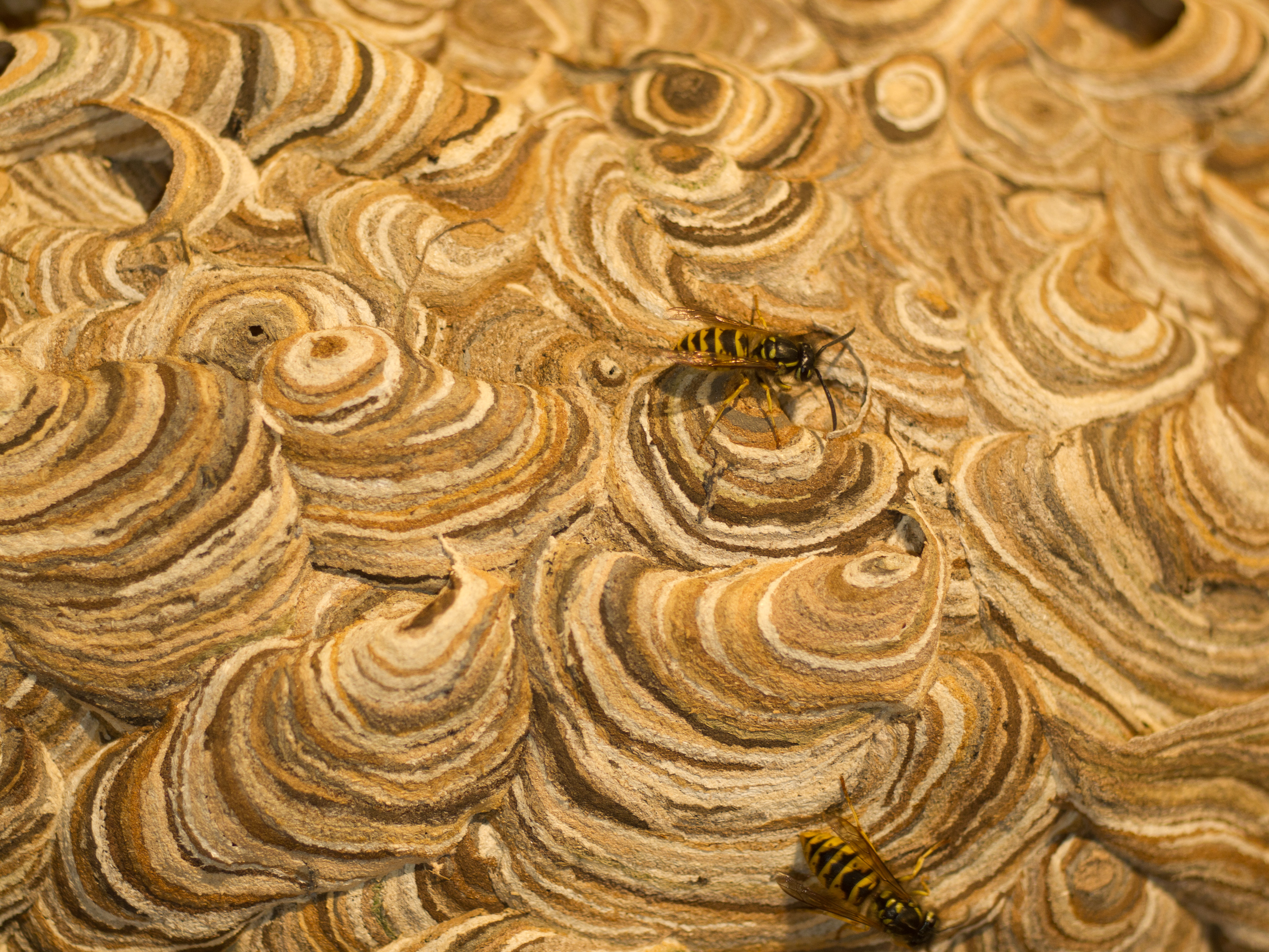
Détail de l'extérieur d'un nid.
Chaque bande de couleur correspond à la quantité de fibre végétale mâchée apportée par une ouvrière

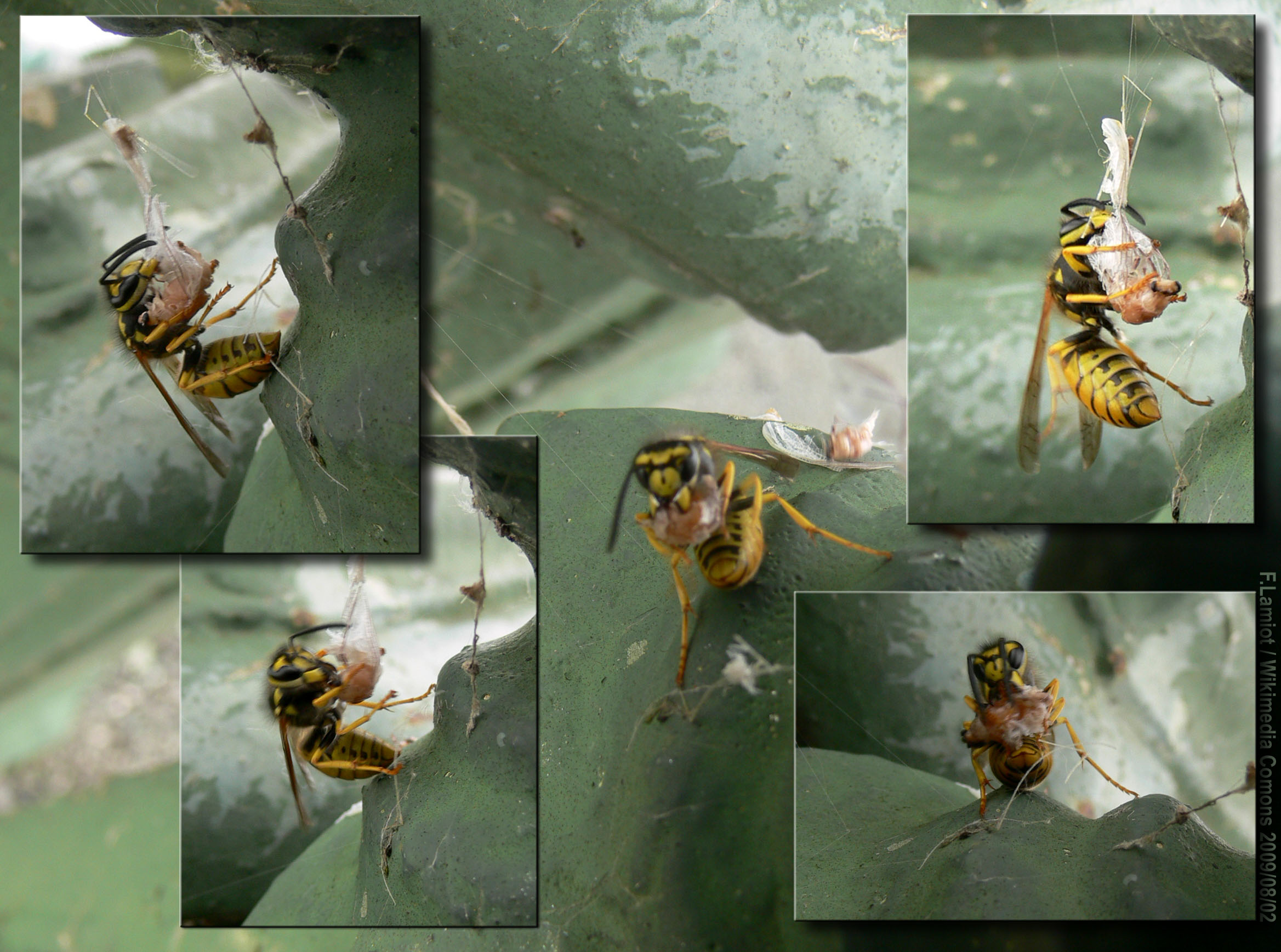
La guêpe commune capture ses propres proies, mais sait aussi se montrer opportuniste, ici en « volant » à des araignées les proies que ces dernières ont emballé et stocké la nuit dans un cocon de soie (Photo prise sur les bases des luminaires de la partie supérieure du Pont-canal de Briare, lesquels attirent chaque nuit une grande quantité d'insectes).

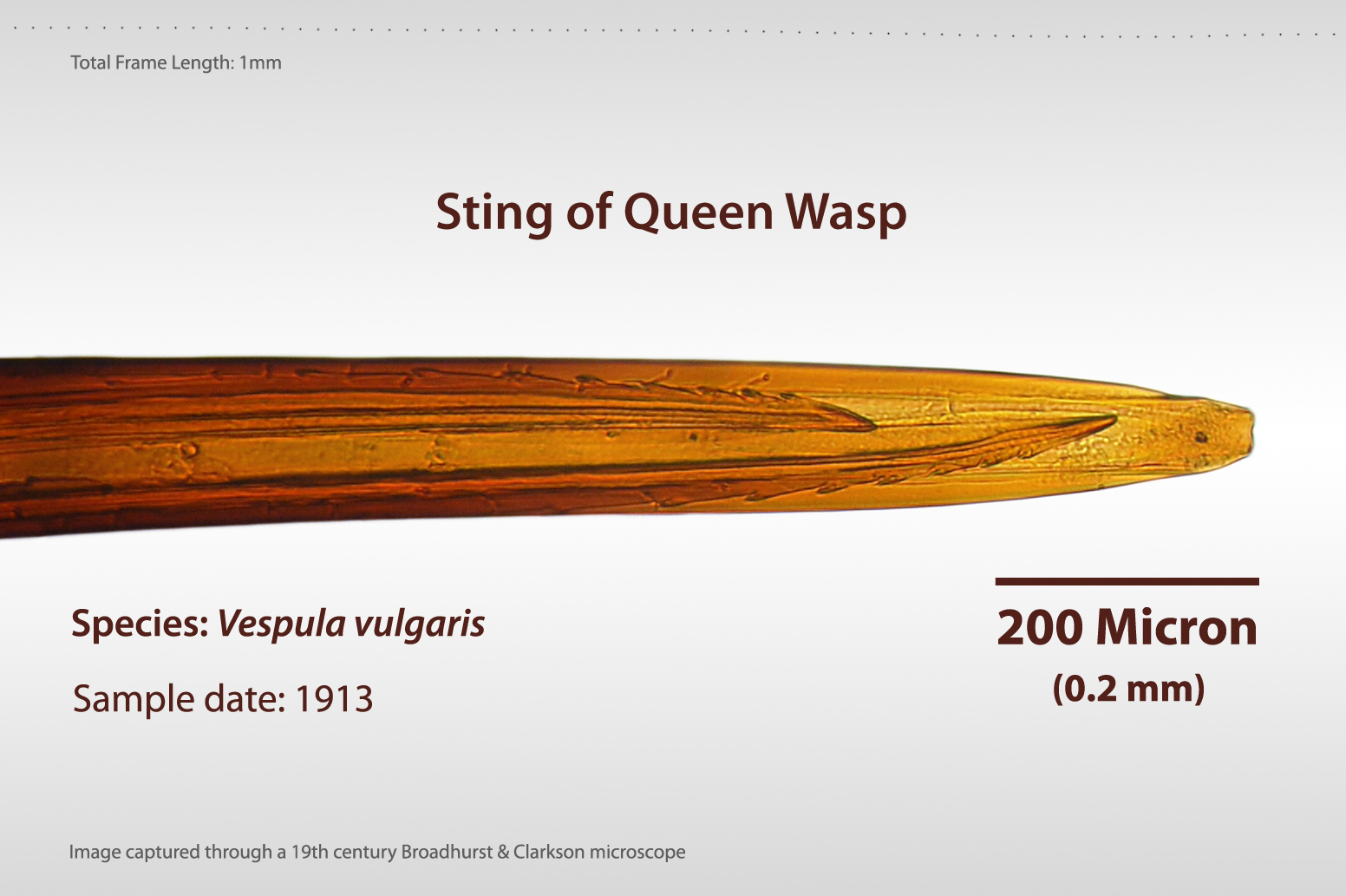
Dard de reine vu au microscope

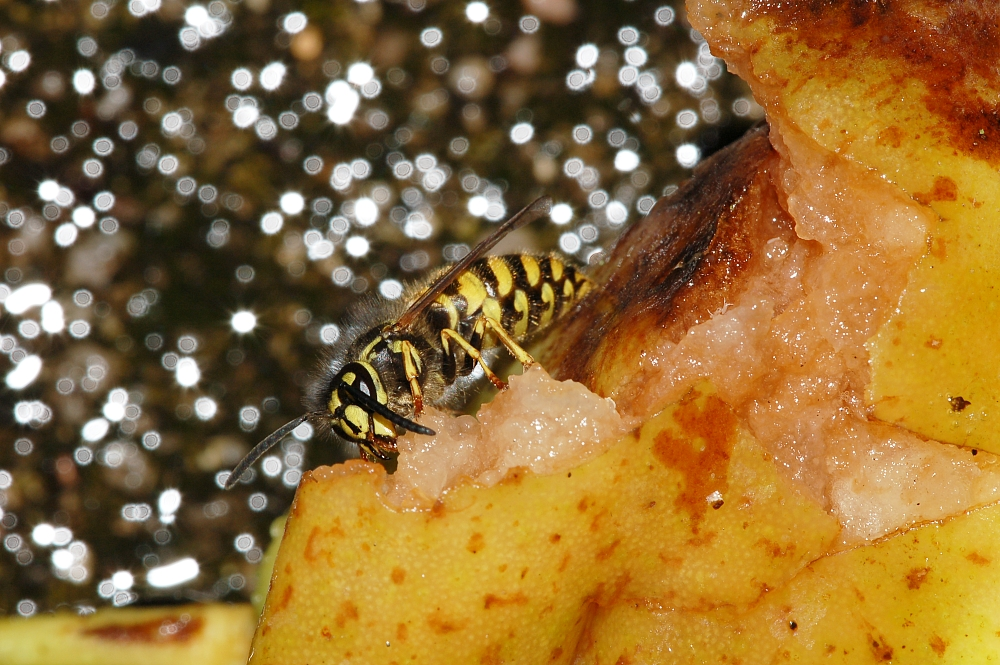
Guêpe commune adulte se nourrissant de la chair sucrée d'une poire mûre

Taille : les ouvrières adultes mesurent de 12 à 17 mm (de la tête à l’extrémité de l'abdomen)

La reine est plus longue (environ 20 mm).
Couleur :  le « patron » aposématique de couleurs noire et jaune est très similaire à celui de la guêpe germanique (Vespula germanica).
Tout comme cette dernière, V. vulgaris présente 4 taches jaunes sur le thorax, mais on la distingue facilement grâce à une « tache » noire, en forme de flèche orientée vers le bas sur sa face (alors que la guêpe germanique présente trois points noirs sur la même zone).
En outre, elle se distingue par l'absence de points noirs sur le tergite qui sont situés plus haut et font partie des anneaux noirs sur chacun des six segments de l'abdomen. De plus, la zone génale (joues, située chez la guêpe entre l'œil et le cou, au-dessus de la partie de la tête où les mâchoires sont attachées) est habituellement divisée par une tache noire (bien que parfois très discrète).

## Alimentation
La guêpe commune est une espèce prédatrice d'autres insectes (mouches, papillons, coléoptères...) ou de larves (chenilles notamment) qu'elles chassent pour alimenter  leurs larves (jusqu'à plus de 10 000 par colonie). Parfois (cf illustration)[Quoi ?] elles « volent » leurs provisions à des araignées.
La guêpe commune adulte se nourrit pour sa part de nectar, de miellat et de fruits mûrs (généralement sur des fruits sucrés tombés ou abimés par des oiseaux).
Elle peut parfois essayer de voler un peu de miel dans des nids d'abeilles sauvages, plutôt dans des colonies affaiblies ou dans un nid dégradé (par exemple éventré par un ours, ou une bondrée apivore), car les abeilles se défendent vigoureusement en tuant les guêpes de leur piqûre.
Les larves nécessitent une alimentation riche en protéines et suffisante pour atteindre leur taille normale,.
Au printemps et en été, les ouvrières chasseuses sont la plupart du temps très actives dans leur recherche de protéines. Cependant, dans la forêt néozélandaise de hêtre noir (Nothofagus solandri var. solandri, dit  « hêtres à miellat ») où cette espèce a trouvé un miellat (plus pauvre en glucose et fructose que le nectar, mais très riche en sucres complexes tels que maltose, l'erlose et le mélézitose), les guêpes diminuent nettement leur quête de protéine après les pluies (de même chez V. germanica). Ceci pourrait être dû au fait que ce miellat (hautement énergétique) est alors moins abondant (lessivé par les pluies) et que les guêpes adultes doivent passer plus de temps à trouver leur nourriture sucrée, au détriment du temps passé à trouver celles des larves de la colonie.
Une bonne alimentation des futures reines semble importante. Les petites reines auraient plus de mal à assurer la survie des colonies futures.

## Reproduction, nidification
Le nid est fabriqué par les ouvrières à partir de fibres de bois mâchées et mélangées avec de la salive (une sorte de pâte à papier).

Le nid comporte des rangées de cellules et une colonne cylindrique appelé "pétiole" qui le fixe solidement au substrat.

Les guêpes sécrètent une substance chimique qui repousse les fourmis qu'elles répandent autour de la base du pétiole pour éviter la prédation par les fourmis.

C'est toujours une reine solitaire femelle qui entame la construction du nid. Elle y prépare 20 à 30 cellules avant sa première ponte. Cette phase commence au printemps, plus ou moins tôt selon les conditions climatiques. Elle façonne le « pétiole » du nid et construit une cellule unique à son extrémité. Six autres cellules sont ensuite ajoutés autour, de manière à produire la forme hexagonale caractéristique des cellules du nid. Un œuf est déposé dans chaque cellule. La reine partage alors son temps entre le renforcement du nid et le nourrissage des premières larves avec le « jus » qu'elle extrait d'insectes mastiqués qu'elle est allée chasser.

Quand la larve atteint sa taille maximale, elle dépose un couvercle sur la cellule, où s'effectue la pupaison  et la métamorphose qui produit le stade adulte. Quand assez de travailleuses adultes ont émergé, elles prennent le relais pour le butinage et les soins au couvain de la colonie ainsi que pour l'entretien du nid. La reine, maintenant alimentée par les travailleuses, concentre toute son énergie sur la reproduction .

Le nid plus ou moins sphérique est toujours construit de haut en bas avec des rangées successives de cellules séparées par des pétioles.
Les larves de futures reines, dites "gynes", sont élevées dans des cellules plus grandes, situées dans la partie inférieure des rayons. 
Un nid peut contenir une fois fini de 5,000 à 10,000 individus.
Chaque colonie de cette espèce comprend une reine génitrice et de quelques-unes à quelques milliers d'ouvrières stériles. La vie de la colonie est relativement éphémère ; toutes les ouvrières meurent en début d'hiver, ne laissant en vie que les futures reines et un certain nombre de mâles produits en fin d'été. Après l'accouplement, la reine part hiverner dans une cavité ou autre endroit abrité, parfois dans un bâtiment.

Chaque nid est abandonné après la mort de la colonie.
On a constaté en Nouvelle-Zélande et Australie qu'en climat doux, quelques colonies survivent à l'hiver, mais moins souvent que dans le cas des colonies de guêpes germaniques.

## Prédateurs
Comme toutes les espèces, la guêpe commune est soumise à la prédation, principalement par la Bondrée apivore . Cet oiseau repère les trajets des guêpes et autres apidés (abeilles, frelons, bourdons, etc), creuse le sol, perce les nids et mange les larves qui s'y trouvent.
Un autre prédateur est le Syrphidae, Volucella pellucens, ou d'autres espèces proches, qui parasitent les nids en y déposant leurs œufs.
(leurs larves se nourrissent des guêpes adultes, des jeunes guêpes et des cadavres de guêpes).
Diverses espèces d'araignées sont également prédatrices de guêpes.
Une espèce d'acarien parasite,  Varroa destructor jacobsoni  (aussi trouvé dans les ruches d'abeilles domestiques), a été trouvée sur des larves de cette espèce en Pologne en 1988.

## Comportement
La guêpe commune est une espèce eusociale de vespidés construisant un nid de "papier gris ou plus ou moins coloré selon la provenance des fibres utilisés".
Le nid est installé par la reine fondatrice dans ou sur une structure capable de le supporter ; il peut être installé dans une charpente, une cavité murale, une crevasse de rocher, un tronc d'arbre mort ou creux, sous terre (alors souvent dans un terrier abandonné de petit mammifère (le trou pouvant ensuite être agrandi par les travailleuses), voire un rideau de tissus en coton (le coton pouvant alors aussi servir de source de fibres pour la construction du nid).

## Orientation, mémorisation
La guêpe commune, comme l'abeille commune et d'autres hyménoptères semble capable de mémoriser l'environnement qui l'entoure via des vols de reconnaissance et d'orientation.
Une structure spatiale particulière de vol a été trouvée dans l'orientation de la guêpe, Vespula vulgaris, quand elle effectue son premier départ à partir d'une source de nourriture nouvellement découverte par elle. Ce vol se compose de déplacements en arcs de cercle approximativement centrés sur la source de nourriture. En fin de chaque arc, la guêpe se tourne vers la source de nourriture. Ces  « points de contrôle » sont disposés avec précision le long de lignes s'étendant à partir du dispositif d'alimentation.

## Agressivité
La guêpe commune, comme les abeilles peut défendre énergiquement son nid et piquer.

Contrairement aux abeilles qui meurent après avoir piqué en laissant leur dard dans leur victime, la guêpe commune peut piquer plusieurs fois. Elle serait peut-être - pour cette raison - plus encline à piquer que l'abeille.

Toutefois, elle ne pique généralement pas sans que cette réaction n'ait été provoquée par un mouvement brusque ou d'autres comportements qu'elle aurait pu interpréter comme menaçants.
Elle peut faire preuve d'agressivité intraspécifique (entre colonies) ; on a ainsi montré que son odorat lui permet d'identifier et attaquer des guêpes rivales d'autres colonies.
En Nouvelle-Zélande, des entomologistes ont aussi observé des guêpes communes devenir agressives à l'égard d'abeilles quand ces deux espèces étaient en concurrence pour collecter le miellat sécrété par la cochenille Ultracoelostoma brittini dans les forêts de hêtres noirs de l'île du Sud,.

## Invasivité
C'est une espèce qui est plutôt en régression ou qui a disparu d'une partie de son aire naturelle de répartition en Eurasie (à cause des insecticides utilisés en agriculture et dans les jardins probablement, mais aussi à la suite de la destruction presque systématique des nids, depuis plusieurs siècles ou décennies), mais là où elle a été involontairement introduite, par exemple en Australie et en Nouvelle-Zélande, elle se montre (comme V. germanica, une espèce proche, également introduite dans ces régions) localement très invasive ,.
Ainsi, à titre d'exemple ; dans les forêts de hêtres à miellat de l'île du Sud de la Nouvelle-Zélande, Vespula vulgaris s'est mise à pulluler ;

La biomasse des guêpes introduites du genre Vespula (surtout constituée de V vulgaris dans cette région) a été évaluée à la fin des années 1980 :
- Au moment du pic annuel de population, on comptait environ 3 761 grammes de guêpes Vespula par hectare, la moyenne sur l'année étant de 1097 g/ha, soit autant voire plus que les biomasses combinées d'oiseaux (estimation = 206 g/ha) + rongeurs (jusqu'à 914 g/ha certaines années, mais généralement beaucoup plus faible) et les hermines introduites[24] (jusqu'à 30 g/ha)[23].
- Dans une forêt de hêtre, un comptage a conclu à une biomasse relative de V vulgaris de deux ordres de grandeur supérieure que celle des guêpes natives (au moment du pic démographique saisonnier[25] de V. vulgaris)[23].
- La densité moyenne des travailleuses Vespula à l'apogée de la saison a été estimée à 10 000 guêpes par ha[23].
Cette densité dépasse celle atteinte par d'autres espèces de guêpes utilisés (avec un certain succès) en lutte biologique[26],[27],[28] ; On peut donc supposer que ces pullulations de Vespula introduites, et en particulier de Vespula vulgaris ont des effets écologiques très significatif (directs et indirects[29]), mais ces derniers ne sont étudiés que depuis peu de temps (toute fins des années 1980[30]). Ces effets sont encore mal documentés[23],[31],[32], mais de premiers indices ou preuves accumulés depuis la fin des années 1980[33]  montrent qu'ils ne sont pas négligeables. A titre d'exemple  :
- On a effectué dans une hêtraie - en 1998, 40 ans environ après le début de l'invasion - une mesure expérimentale de l'impact de cette pullulation de guêpes communes sur une espèce d'araignée tisseuse de toile (Eriophora pustulosa), montrant que sa population est fortement réduite là où les guêpes sont présentes par rapport aux zones où les guêpes ont été (pour les besoins de l'expérience) empoisonnées. (Hypothèses explicatives : les guêpes peuvent priver l'araignée d'une grande partie de sa nourriture, les attaquer, détruisent trop souvent leurs toiles et/ou encore y voler les proies qui s'y sont prises). Les auteurs de cette étude ont modélisé la pression de contrôle des guêpes qui serait nécessaire pour protéger les populations naturelles d'araignées de cette forêt : il faudrait réduire de 80 à 89,5 % la population de guêpe pour protéger les populations d'araignées tisseuses de toiles. Par extrapolation du modèle, les auteurs estiment que de nombreux taxa d'invertébrés les plus vulnérables à la prédation des guêpes ont peut-être déjà disparu de l'écosystème de ces hêtraies au cours des 40 années d'occupation par cette guêpe devenue dans ces circonstances invasives[34] ;
- En consommant une grande partie du miellat produit par la cochenille (Ultracoelostoma assimile, de la famille des Margarodidae et espèce typique de certaines forêts de Nothofagus de l'Île du Sud), la guêpe commune, quand elle pullule, entre aussi en compétition avec l'abeille domestiques (Apis mellifera)[35]
- On a récemment montré (2002) que dans les hêtraies néozélandaises concernées par les pullulations de guêpes exotiques, cette compétition pour le miellat pourrait négativement affecter d'autres invertébrés qui semblent en dépendre tels que ceux des familles de Mycetophilidae, Staphylinidae, Pteromalidae et Margarodidae[36] ;
- De même pour trois espèces d'oiseaux qui se nourrissent du même miellat ; Anthornis melanura, Prosthemadera novaeseelandiae, Zosterops lateralis)[37] (Ces oiseaux étaient autrefois les plus abondants dans les forêts les plus riches en miellat, qui sont précisément celles qui sont aujourd'hui les plus "envahies" par les guêpes)[37] ;
- Des campagnes expérimentales (de 4 ans consécutifs) de destruction des guêpes (par appât empoisonné au fluoroacétate de sodium et sulfluramide) ont permis de tuer de 82 à 100 % des colonies sur les zones test, mais avec une réinvasion très rapide du secteur par des ouvrières en quête de nourriture (qui donc maintiennent la pression de prédation et de concurrence avec les oiseaux (dont par exemple Nestor meridionalis[38], pour cette raison menacé) et d'autres espèces insectivores, cette pression n'ayant été réduite que de 55 à 70 % par les empoisonnements qui peuvent aussi toucher des espèces non-cibles. Les auteurs ont conclu qu'en termes de bilan, les gains de conservation devaient être « quantifiés afin d'évaluer si le coût des opérations d'intoxication est justifiée »[38] ;
- La lutte biologique a été envisagée, avec notamment Sphecophaga vesparum[39] comme prédateur.

Ces forêts sont considérées comme des habitats et refuges importants voire vitaux pour la survie des nombreuses populations d'oiseaux autochtones,.

C'est là qu'on a enregistré les plus fortes densité de guêpes connues au monde ; leur poids y dépasse celui de la totalité des oiseaux de la forêt.